# ARA Buenos Aires (1895)
Pour les autres navires du même nom, voir ARA Buenos Aires.
L'ARA Buenos Aires est un croiseur protégé construit en Angleterre, acheté par la Marine argentine. Lancé en 1895, il entre en service dans la Marine argentine en 1896 et est rayé des listes en 1932.

## Conception
Conformément aux habitudes de l'époque, son armement consiste en un assemblage de canons de divers calibres, les deux plus gros étant les 2 canons Armstrong de 203 mm. Son blindage est de 126 mm au niveau de la ceinture et de 114 mm au niveau des barbettes.

## Histoire
C'est depuis le Buenos Aires que le roi Alphonse XIII a inauguré le pont qui porte son nom à Séville en 1926.